# Cinco Siglos
Cinco Siglos fue un grupo de música antigua fundado en Córdoba en 1990 por Antonio Torralba Martínez y por quien sería más tarde director: Miguel Hidalgo Fernández. Se dedicó a los repertorios instrumentales de la Edad Media, el Renacimiento y el Barroco, con preferencia por aquellos en los que lo culto y lo popular se unen. 
Los componentes del grupo fueron: Miguel Hidalgo (cuerda pulsada histórica y dirección), Antonio Torralba (flautas), Gabriel Arellano (violines históricos), José Ignacio Fernández (cuerda pulsada histórica), Daniel Sáez (cuerda pulsada histórica y violonchelo barroco) y Antonio Sáez (percusión).

## Discografía
- 1995 - Unos tan dulçes sones. Usos instrumentales de la Edad Media.[1] Fonoruz CDF 204.
- 1996 - Dansse Real. Las piezas instrumentales del Chansonnier du Roi (ca. 1300). Fonoruz CDF 270.
- 1997 - Músicas de la España Mudéjar. Artesanal instrumentales en la Baja Edad Media. Fonoruz CDF 357.
- 1999 - Bel fiore dança. Música Instrumental del Trecento (ca. 1390). Fonoruz 611.
- 2001 - Sones de Sefarad. Músicas Judías en Antiguos Instrumentos. Fonoruz 908.
- 2003 - ... una danza a sonare. Artes Instrumentales del Trecento. Fonoruz CDF 1337.
- 2003 - Iban Tañendo. Un recital de música mudéjar. Fonoruz CDF-1178
- 2006 - Glosas nuevas sobre viejas danzas. Tañidos de fama en los Siglos de Oro. Fonoruz CDF-1803
- 2008 - Sones de palacio, bailes de comedias. Gallardas, jotas, jácaras, seguidillas y fandangos con otros sones del Barroco hispánico. Fonoruz CDF-2117
- 2011 - Cuerdas mueve de plata. Góngora músico. Fonoruz CDF-2395
- 2014 - Músicas para la cámara de Isabel de Castilla.[2] Fonoruz CDF-2590